# 永吉京子
永吉 京子（ながよし きょうこ、9月10日 -）は、日本の女性声優。以前はオフィス薫に所属していた。東京都出身。第30回菊田一夫演劇賞受賞。

## 出演作品

### テレビアニメ
2004年
- スパイダーマン 新アニメシリーズ

### 吹き替え
- アンディ・ラウの獄中龍
- サンドゥ、学校へ行こう!
- 7月4日に生まれて
- となりのサインフェルド
- ネコのミヌース
- リジー&Lizzie
  - リジー・マグワイア・ムービー
- ロード・オブ・ザ・タイム

### テレビ
- いい旅・夢気分

### CD
- おゆうぎ用オズの魔法使い

### 舞台
- とげぬき音楽隊
- 二十四の瞳
- 犬神家の一族
- おはん
- 蔵
- 王様と私
- スカーレット
- 細雪
- 女三の宮
- 長崎ぶらぶら節